# Jogos Asiáticos de 1962
Os Jogos Asiáticos de 1962 foram a quarta edição do evento multiesportivo realizado na Ásia a cada quatro anos. O evento foi realizado em Jacarta, na Indonésia e teve o seu logotipo formado pelo emblema tradicional dos Jogos, presente nas três edições anteriores, sob uma ave dourada protegida por um escudo.

## Países participantes
Doze países participaram do evento:
| - KOR Coreia do Sul - PHI Filipinas - HKG Hong Kong - IND Índia - Indonésia - JPN Japão | - Malásia - BIR Birmânia - Paquistão - Singapura - Sri Lanka - Tailândia |

## Esportes
Treze modalidades, dos treze esportes, formaram o programa dos Jogos:
| - Atletismo - Badminton - Basquetebol - Boxe - Ciclismo - Futebol - Hóquei | - Lutas - Natação - Tênis - Tênis de mesa - Tiro - Voleibol |

## Quadro de medalhas
País sede destacado.
| Ordem | País          | Medalha de ouro | Medalha de prata | Medalha de bronze |     |
| ----- | ------------- | --------------- | ---------------- | ----------------- | --- |
| 1     | Japão         | 73              | 65               | 23                | 161 |
| 2     | Indonésia     | 21              | 26               | 30                | 77  |
| 3     | Índia         | 12              | 13               | 27                | 52  |
| 4     | Filipinas     | 7               | 4                | 16                | 27  |
| 5     | Coreia do Sul | 4               | 4                | 7                 | 15  |
| 6     | Paquistão     | 3               | 4                | 4                 | 11  |
| 7     | Tailândia     | 2               | 5                | 5                 | 12  |
| 8     | Malásia       | 2               | 3                | 5                 | 10  |
| 9     | Myanmar       | 2               | 1                | 7                 | 10  |
| 10    | Singapura     | 1               |                  | 1                 | 2   |
| 11    | Sri Lanka     |                 | 1                | 2                 | 3   |
| 12    | Hong Kong     |                 |                  | 1                 | 1   |
| TOTAL | TOTAL         | 127             | 126              | 128               | 381 |